# 1972年夏季奥林匹克运动会黎巴嫩代表团
1972年夏季奥林匹克运动会黎巴嫩代表团是黎巴嫩派出的1972年夏季奥林匹克运动会代表团。